# 逢坂貞夫
逢坂 貞夫（おおさか さだお、1936年6月8日 - ）は、日本の元検察官（13期）。弁護士。元大阪高等検察庁検事長。大阪大学法学部出身。

## 来歴
- 1961年4月：検事任官[1]
- 1965年3月：大阪地方検察庁検事[1]
- 1986年12月：大阪地方検察庁刑事部長[1]
- 1989年4月：最高検察庁検事[1]
- 1990年4月：熊本地方検察庁検事正[1]
- 1993年12月：最高検察庁公判部長[1]
- 1995年2月：大阪地方検察庁検事正[1]
- 1996年6月：高松高等検察庁検事長[1]
- 1997年12月：大阪高等検察庁検事長[1]
- 1999年6月：退官
- 1999年8月：弁護士登録[1]
- 2009年6月：西松建設社外取締役
- 2017年9月：THE WHY HOW DO COMPANY社外取締役[1]